# Chủ nghĩa thực dụng

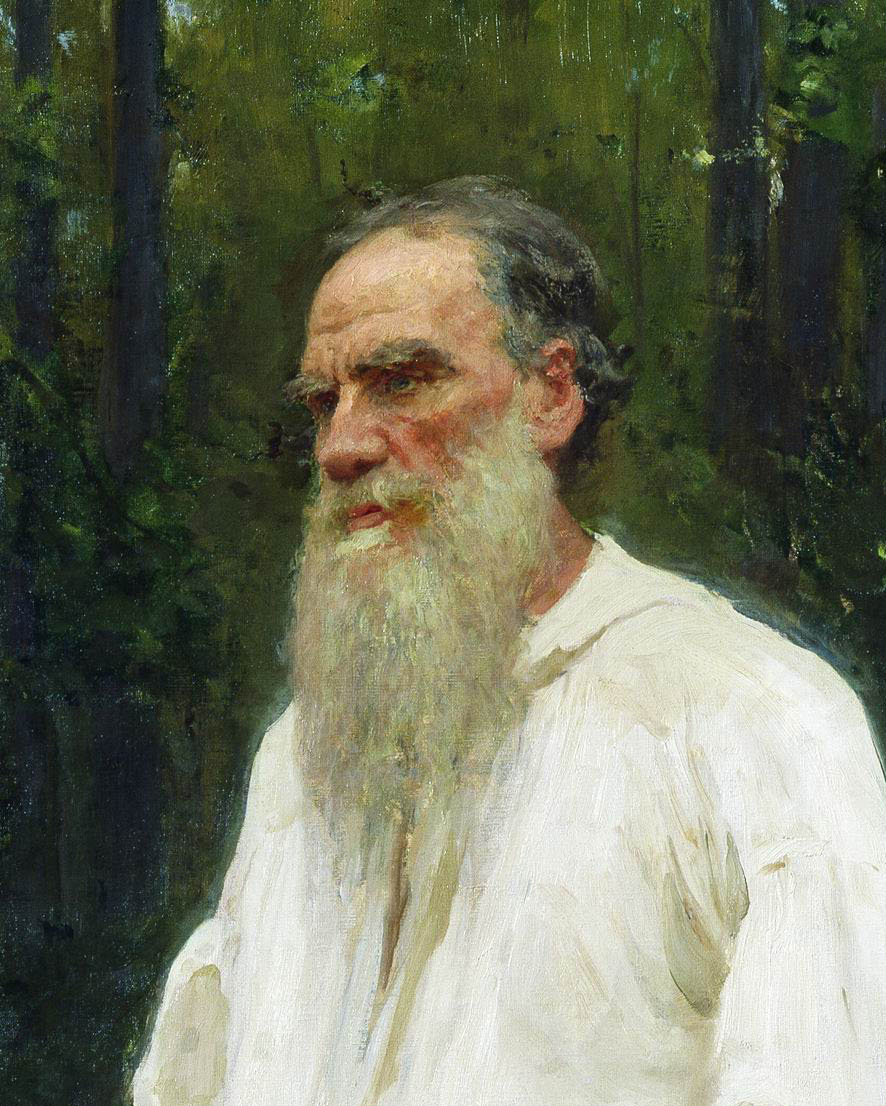
Chủ nghĩa thực dụng

Chủ nghĩa thực dụng (gốc từ tiếng Hy Lạp cổ πραγμα, sinh cách là πραγματος — «việc làm, hành động»; tiếng Anh: pragmatism), còn gọi là là chủ nghĩa hành động, là một thuật ngữ thông tục để chỉ lối hành xử dựa trên tình hình thực tế được biết đến, do đó hành động thiết thực được đặt trên lý lẽ có tính lý thuyết. Trong chủ nghĩa thực dụng, chân lý của một lý thuyết được đánh giá bởi thành công thực tế của nó, cho nên hành động thực dụng không gắn liền với nguyên tắc bất biến.
Trong triết học, đó là một trường phái được Charles Sanders Peirce và William James lập ra từ cuối thế kỷ 19 và được John Dewey, George Herbert Mead và George Santayana, tiếp tục triển khai trong thế kỷ 20. Những ý tưởng của Dewey và Mead cũng tạo cơ sở cho trường phái Xã hội học Chicago. Trường phái này đã có tầm ảnh hưởng sâu rộng vào đời sống - xã hội Mỹ và trở thành học thuyết triết học đặc trưng của Mỹ thời kỳ này. Theo chủ nghĩa thực dụng, những hậu quả thiết thực và ảnh hưởng của một hành động sống hay một sự kiện tự nhiên xác định tầm quan trọng của một tư tưởng. Theo đó kiến thức của con người đối với con người thực dụng có thể sai lầm (fallibilism). Do đó chân lý của một tuyên bố hoặc ý kiến (lòng tin) được xác định do kết quả mong đợi hoặc có thể có của một hành động. Việc thực hành của con người được hiểu như một nền tảng cũng như triết học lý thuyết (đặc biệt trong nhận thức luận và bản thể học), vì nó được giả định rằng, cả kiến thức lý thuyết xuất phát từ việc xử lý thực tế các sự việc và vẫn còn phụ thuộc vào điều này. Trong tư tưởng căn bản triết học tồn tại giữa các vị trí của từng cá nhân thực dụng những khác biệt đáng kể, những điểm tương đồng là cùng dùng những phương pháp thực dụng hơn là những lý thuyết thống nhất. Triết gia William James cho là, muốn biết một ý tưởng đúng hay sai thì phải dựa trên kết quả thực nghiệm chứ không phải chỉ dựa trên luận lý viễn vông.
Cùng với chủ nghĩa thực chứng (positivism), chủ nghĩa cấu trúc (structuralism), chủ nghĩa duy khoa học (scientism)...trong khuynh hướng khoa học hay duy lý hiện đại, chủ nghĩa thực dụng chủ trương con đường thứ 3 trong triết học, vượt qua cả chủ nghĩa duy vật lẫn chủ nghĩa duy tâm, bác bỏ cả những vấn đề cơ bản của triết học vốn được đặt ra suốt nhiều thế kỷ qua, gắn các vấn đề của triết học với các vấn đề cụ thể của khoa học, nhất là khoa học thực nghiệm.